# District de Rue
1798–1848
Entités précédentes :
- Bailliage de Rue

Entités suivantes :
- District de la Veveyse
- District de la Glâne

Le district de Rue est un ancien district du canton de Fribourg qui a existé de 1798 à 1848. En 1848, son territoire est séparé en deux parties, qui rejoignent les nouveaux districts de la Veveyse et de la Glâne.